# 곽회일 사건

타이난시를 빨간색으로 음영 처리한 대만 지도

궈화이이 사건(郭懷一事件)은 1652년 대만의 네덜란드 통치에 맞서 중국 농부들이 일으킨 농민 반란이었다. 네덜란드의 무거운 세금에 대한 불만이 촉발되었지만 원주민과 네덜란드 하급 관료와 강탈에 대한 불만은 없었다. 군인들 때문에 반란은 처음에는 네덜란드 군인 연합과 원주민 동맹에 의해 진압되기 전에 세력을 얻었다. 이는 네덜란드가 대만을 식민지화한 37년 동안 네덜란드에 대항한 가장 중요한 봉기로 간주된다.

## 배경
대만에 거주하는 중국인에 대한 네덜란드 세금 부담은 많은 분노의 원천이었다. 당시 섬의 주요 수출품이었던 사슴고기 가격 하락은 면허 비용이 감가 상각 전 고기 가격을 기준으로 했기 때문에 면허를 취득한 사냥꾼들에게 큰 타격을 입혔다. 인두세(원주민이 아닌 중국인에게만 적용됨)도 매우 대중화되지 않았으며, 셋째, 네덜란드 군인들 사이의 사소한 부패로 인해 중국인들은 더욱 분노했다.